# Ingeborg Stolzenberg
Ingeborg Stolzenberg (* 13. Februar 1929 in Berlin; † 4. Dezember 2018 ebenda) war eine deutsche Bibliothekarin.

## Leben und Wirken
Ingeborg Stolzenberg absolvierte zunächst die Ausbildung für den gehobenen Bibliotheksdienst und legte die Diplom-Prüfung hierfür 1949 ab. Nach längerer beruflicher Tätigkeit als Bibliothekarin studierte sie Germanistik und Geschichte an der Freien Universität Berlin, wo sie im Jahre 1959 das Staatsexamen für den höheren Schuldienst ablegte und zugleich promovierte. 1960 trat sie als Bibliotheksreferendarin an der Westdeutschen Bibliothek Marburg in die Ausbildung für den höheren Bibliotheksdienst ein und absolvierte die Fachprüfung hierfür 1961 am Bibliothekar-Lehrinstitut des Landes Nordrhein-Westfalen. Anschließend war sie weiterhin als wissenschaftliche Bibliothekarin zunächst an der Marburger Bibliothek tätig, 1965 wechselte sie dann an die Staatsbibliothek zu Berlin, wo sie bis 1992 an der dortigen Handschriftenabteilung arbeitete, seit 1971 als Bibliotheksdirektorin. Dort war sie vor allem im Arbeitsbereich Nachlässe und Autographen tätig, zu dem sie mehrere Arbeiten veröffentlichte.
Von 1993 bis 1998 leitete sie als Vorsitzende die Mendelssohn-Gesellschaft, Berlin.

## Schriften
- Zur Problematik des alphabetischen Hauptkatalogs in wissenschaftlichen Bibliotheken. Bibliothekar-Lehrinstitut des Landes Nordrhein-Westfalen, Köln 1960.

- Urkundsparteien und Urkundensprache. Ein Beitrag zur Frage des Aufkommens der deutschsprachigen Urkunde am Oberrhein. Zwei Bände. Böhlau, Köln 1961/1962 (Dissertation Freie Universität Berlin).
- Eine unbekannte Goethe-Zeichnung. Der Hafen von Torbole. In: Goethe. Neue Folge des Jahrbuchs der Goethe-Gesellschaft, Bd. 30 (1968), S. 116–131.
- Ottilie von Goethes Lebensverhältnisse in den ersten Jahren nach Goethes Tod. Nach unveröffentlichten Briefen von Anna Jameson an Henriette von Pereira-Arnstein. In: Jahrbuch der Sammlung Kippenberg, N.F., Bd. 2 (1970), S. 189–200.
- Weltkarten in mittelalterlichen Handschriften der Staatsbibliothek Preußischer Kulturbesitz. In: Lothar Zögner (Hrsg.): Karten in Bibliotheken. Festgabe für Heinrich Kramm zur Vollendung seines 65. Lebensjahres. Bundesforschungsanst. für Landeskunde und Raumordnung. Bonn-Bad Godesberg 1971, S. 17–32.
- Ein wiedergefundenes Skizzenbuch der Humboldt-Enkelin Adelheid von Bülow in der Staatsbibliothek Preußischer Kulturbesitz. In: Mitteilungen des Vereins für die Geschichte Berlins, Jg. 1972, H. 5, S. 110–117.
- Ein Stammbuch Ottilie von Goethes. In: Jahrbuch der Sammlung Kippenberg, N.F., Bd. 3 (1974), S. 84–147.
- Theodor Fontane, Sanct Nicolai zu Spandau. Ein wiederaufgetauchtes Manuskript zu den "Wanderungen durch die Mark Brandenburg". In: Jahrbuch für brandenburgische Landesgeschichte, Bd. 25 (1974), S. 7–15.
- Der Nachlaß des Physikers Max Born in der Staatsbibliothek. In: Jahrbuch Preußischer Kulturbesitz, Bd. 16 (1979/1980), S. 241–251.
- (Mitarb.): Friedrich Nicolai. Leben und Werk. Ausstellung zum 250. Geburtstag 7. Dezember 1983 – 4. Februar 1984 (= Ausstellungskataloge / Staatsbibliothek Preußischer Kulturbesitz, Bd. 21). Nicolaische Verlagsbuchhandlung, Berlin 1983, ISBN 3-87584-128-X.
- Der schriftliche Nachlass der Brüder Grimm. In: Dieter Hennig (Hrsg.): Die Brüder Grimm. Dokumente ihres Lebens und Wirkens. 200 Jahre Brüder Grimm. Weber & Weidemeyer, Kassel 1985, S. 113–132, ISBN 3-925272-01-1.
- Autographen und Nachlässe. In: Werner Arnold (Hrsg.): Die Erforschung der Buch- und Bibliotheksgeschichte in Deutschland [Paul Raabe zum 60. Geburtstag]. Harrassowitz, Wiesbaden 1987, S. 55–89, ISBN 3-447-02716-9.
- Georg Benjamin Mendelssohn an August Twesten. Vier Briefe aus dem Nachlaß Twesten der Staatsbibliothek Preußischer Kulturbesitz. In: Mendelssohn-Studien, Bd. 7 (1990), S. 287–293.
- Paul Mendelssohn Bartholdy nach dem Tode seines Bruders Felix. Ein Brief vom 10. Dezember 1847 an Karl Klingemann nebst drei Briefen von Eduard Magnus. In: Mendelssohn-Studien, Bd. 8 (1993), S. 179–195.
- Die Fontanehandschriften der Staatsbibliothek Preußischer Kulturbesitz. Altbestand und Neuerwerbungen. In: Mitteilungen / Staatsbibliothek zu Berlin, Bd. 6 (1997), H. 2, S. 211–219.
- Friedrich Nicolais Reise durch Deutschland und die Schweiz 1781. Eine Dokumentation nach den Stammbüchern seines Sohnes Samuel in der Staatsbibliothek zu Berlin. In: Archiv für Geschichte des Buchwesens, Jg. 1998, Nr. 49, S. 171–219.
- (Mitautorin): Das Mendelssohn-Archiv der Staatsbibliothek zu Berlin. Bestandsübersicht (= Beiträge aus der Staatsbibliothek zu Berlin/Preußischer Kulturbesitz, Bd. 16). Berlin 2003, ISBN 3-88053-106-4.